# Phraya Phahon Phonphayuhasena

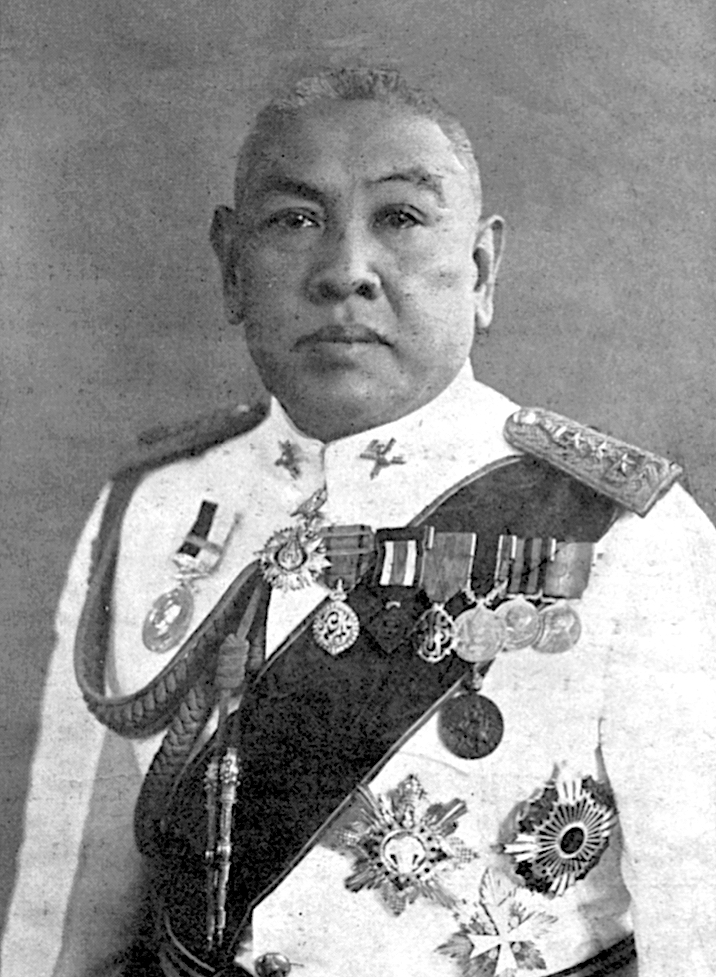
Phraya Phahon Phonphayuhasena

Phraya Phahon Phonphayuhasena (Thai: พระยาพหลพลพยุหเสนา Aussprache: [pʰráʔjaː pʰáhon pʰonpʰájúhàsĕːnaː]; kurz Phraya Phahon, * 29. März 1887 in Bangkok als Phot Phahonyothin; † 14. Februar 1947 ebenda) war ein thailändischer Heeresoffizier und Politiker. 1932 stand er an der Spitze der „Volkspartei“, die mittels eines Staatsstreichs den Übergang des Landes vom Absolutismus zur konstitutionellen Monarchie erreichte. Nach einem weiteren Putsch war er von 1933 bis 1938 Premierminister von Thailand. Von 1932 bis 1938 und erneut von 1944 bis 1946 war er Oberkommandierender des Heeres. Zuletzt trug er den Rang eines Generals.

## Leben
Phraya Phahon wurde in Bangkok als Phot Phahonyothin, Sohn von General Phraya Phahon Phonpayuhasena (Thin Phahonyothin) und Jub Phahonyothin geboren. Er heiratete später Boonlong Phahon Phonpayuhasena.

## Ausbildung und Karriere

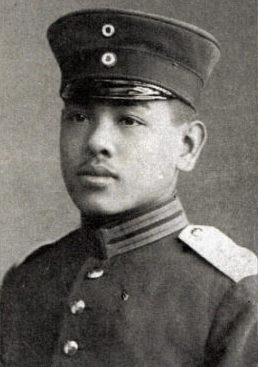
Phot Phahonyothin in Deutschland, 1905

Seine Ausbildung begann er an der Schule des Wat Chakkrawat-Ratchawat (kurz Wat Sampluem) und am Sukuman College. Er setzte seine Studien weiter fort an der Kadettenakademie der thailändischen Armee und konnte mit 16 Jahren ein Stipendium der Regierung erhalten, um seine Studien in Deutschland an der Preußischen Hauptkadettenanstalt in Groß-Lichterfelde bei Berlin fortzusetzen, wo er ein Klassenkamerad von Hermann Göring war. Nach dem Abschluss trat er in das 4. Artillerie-Infanterieregiment der preußischen Armee ein. 1912 setzte er seine Ausbildung in Dänemark weiter fort, wurde aber bereits 1913 zurückberufen, da die Geldmittel ausgingen.
Phot Phahonyothin setzte seine militärische Karriere im 4. Feldartillerie-Regiment in der Provinz Ratchaburi fort und kam drei Jahre später in das Hauptquartier der Artillerie in Bang Sue, Bangkok. 1917 wurde er Kommandeur des 9. Feldartillerie-Regiments von Chachoengsao. Hier erhielt er die feudalen Ehrentitel Luang und später Phra Sarayutsonsit wegen seiner außerordentlich guten und aufopferungsvollen Leistungen in der Armee. Während der 1920er-Jahre wurde er für ein Jahr zur Kaiserlich Japanischen Armee delegiert. Am 1. April 1928 wurde er zum Oberst ernannt. Am 20. Mai des gleichen Jahres kam er zur königlichen Garde und am 6. November 1931 erhielt er wie sein Vater den Titel Phraya Phahon Phonpayuhasena. Anschließend wurde er Vizekommandeur der Artillerie.

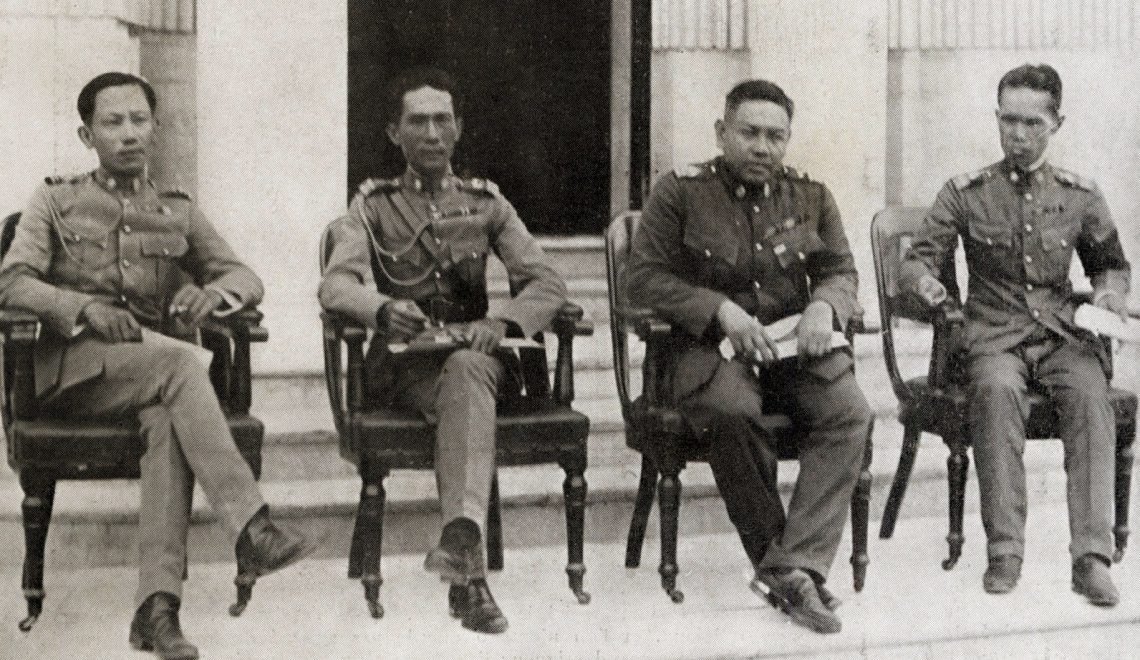
Die „Vier Musketiere“ (Phahon, 3. von links)

1932 stellte er sich mit drei weiteren hohen Offizieren (zusammen als die „Vier Musketiere“ bekannt) an die Spitze der von jungen Offizieren und Intellektuellen gegründeten, konstitutionalistischen „Volkspartei“ (khana ratsadon). Am 24. Juni bildete er nach einem unblutigen Staatsstreich („Siamesische Revolution“) das „Öffentliche Komitee“ (eine Art Kabinett), um die absolute Monarchie abzuschaffen und durch eine konstitutionelle Monarchie zu ersetzen. Nach dem erfolgten Umsturz war er bis 1938 Oberkommandierender des Heeres.

## Amtszeit als Ministerpräsident und „Elder Statesman“

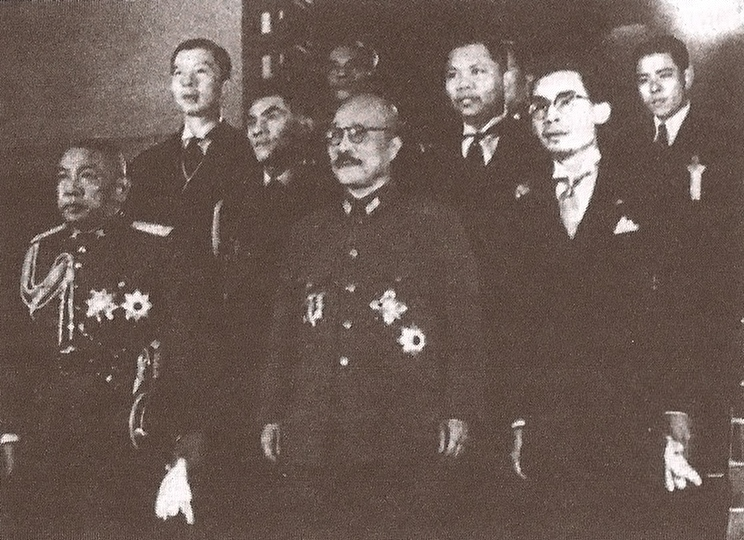
Phahon (1. Reihe, links) mit einer thailändischen Delegation und dem japanischen Premierminister General Tōjō Hideki (1. Reihe, Mitte) 1942 in Tokio.

Phahon wurde am 21. Juni 1933 nach einem weiteren Putsch zum Premierminister von Thailand ernannt und amtierte bis zum 11. September 1938. Während dieser Zeit hatte er mit vielen Problemen zu kämpfen. So rebellierte 1934 ein Teil der Armee unter Prinz Boworadet. Während seiner Regierungszeit wurden aber auch die allgemeine Schulpflicht eingeführt und die Ausgaben für das Bildungswesen vervierfacht. Im Jahr 1937 kam es zum Skandal, als bekannt wurde, dass ein großer Teil des Vermögens der Krone unter Marktpreisen an hohe Beamte verkauft worden war. Nach den Neuwahlen von 1938 wurde das Kabinett schließlich zum Rücktritt gedrängt. Zu seinem Nachfolger wählte das Parlament Oberst Plaek Phibunsongkhram. Phahon wurde der Ehrentitel eines „Elder Statesman“ verliehen.
Gegen Ende des Zweiten Weltkriegs, nach der Absetzung des pro-japanischen Militärherrschers Plaek, wurde er nochmals Oberkommandierender des Heeres und wurde zum General befördert.
Phahon starb am 14. Februar 1947 im sechzigsten Lebensjahr an einem Gehirnschlag.

## Wissenswertes
Thailands „Highway Nr. 1“, der vom Siegesdenkmal im Bangkoker Stadtteil Ratchathewi bis hinauf zur Grenze nach Myanmar in der Provinz Chiang Rai führt, wird Phraya Phahon zu Ehren Phahonyothin Highway genannt.